# Horní Bečva
Horní Bečva là một làng thuộc huyện Vsetín, vùng Zlínský, Cộng hòa Séc.